# Frýdlant
Frýdlant, a volte anche citato come Frýdlant v Čechách (pronuncia /ˈfriːdlant ˈftʃɛxaːx/; in tedesco Friedland in Böhmen) è una città della Repubblica Ceca facente parte del distretto di Liberec, nella regione omonima.
La città è bagnata dal fiume Wittig.

## Storia

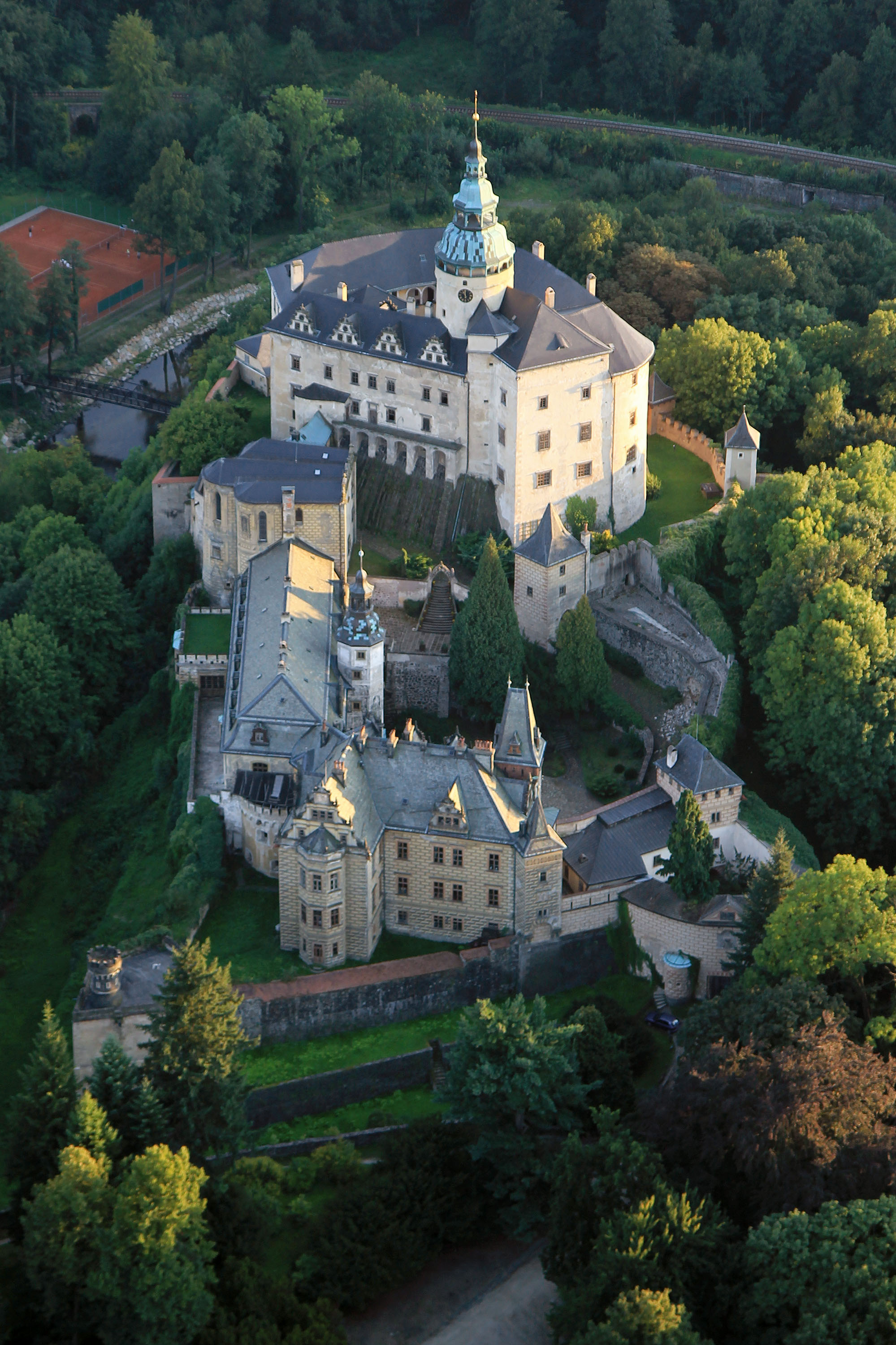
Il complesso del castello, con la fortezza gotica (in alto) e il castello rinascimentale (più in basso)

La regione attorno a Frýdlant era in passato un possedimento dei vescovi di Meißen a Seidenberg (Zawidów). Dal 1278, il controllo effettivo di Friedland-Seidenberg terminò, quando il castello e la città furono controllati dalla casa dei Bieberstein. 
Dal 1558 fino al 1620 Frýdlant fu di proprietà della casa dei Redern. Poiché i Redern si opposero agli Asburgo durante la Controriforma, le loro terre furono confiscate nel 1620 durante la Guerra dei Trent'Anni dall'imperatore Ferdinando II d'Asburgo; Frýdlant fu ceduta a Albrecht von Wallenstein, che si nominò Duca di Friedland. Anche la sovranità nominale di Friedland-Seidenberg fu allora revocata. 
Nel 1875, fu messa in funzione una linea ferroviaria Liberec-Frýdlant-Seidenberg (Zawidów). Seguirono ben presto linee ferroviarie verso Friedberg (Mirsk) e Zittau.

## Distretti
Questi sono i nomi cechi delle suddivisioni territoriali della città, seguiti dagli equivalenti tedeschi:
- Albrechtice u Frýdlantu (Olbersdorf)

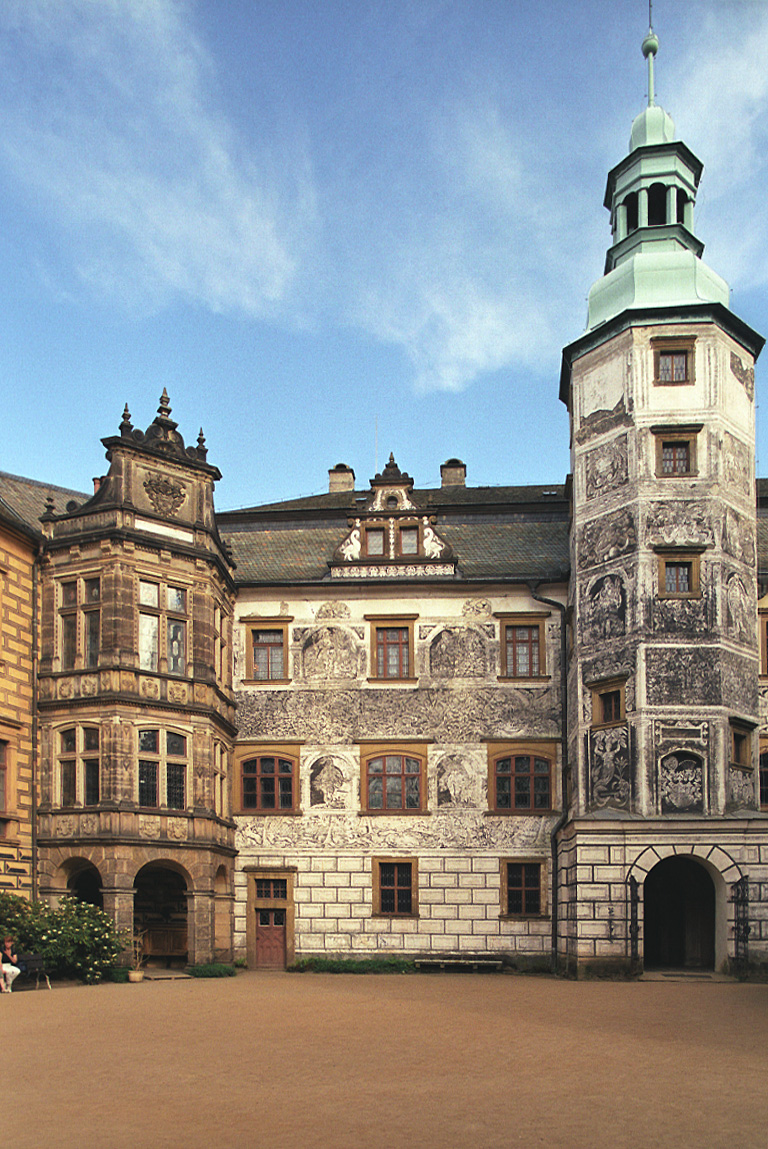
Edifici con decorazioni a sgraffito

- Frýdlant (Friedland)
- Větrov (Ringenhain)

## Monumenti e luoghi d'interesse
- Castello di Frýdlant In origine, si trattava di una rocca del XIII secolo, costruita dalla casata dei Ronovci. Il castello di Frýdlant fu menzionato per la prima volta nel 1278.[3] In seguito, il sovrano di Boemia Přemysl Otakar II sottrasse la contea ai Ronovci e la affidò a Rulek di Bieberstein. All'epoca dei Redern, negli anni 1558-1620, venne effettuata una radicale ricostruzione fin dalle fondamenta.  Al posto del villaggio fortificato all'interno della prima cinta muraria del castello, sorse il nuovo edificio del castello inferiore, in stile rinascimentale. Gli interni della fortezza gotica custodiscono la galleria dei ritratti dei possessori del castello, collezioni di armi, una raccolta di documenti legati ad Albrecht von Wallenstein e anche una esposizione permanente di pipe. Anche il castello inferiore racchiude interni storici, tra cui la pinacoteca, la cappella, la cucina e la sala dei banchetti. Il castello, costituito dalla fortezza gotica con l'alta torre e dal castello rinascimentale, è uno dei più visitati della Repubblica Ceca.  Già nel 1801 era stato istituito nel castello un museo aperto al pubblico.